# Diego de Saavedra Fajardo

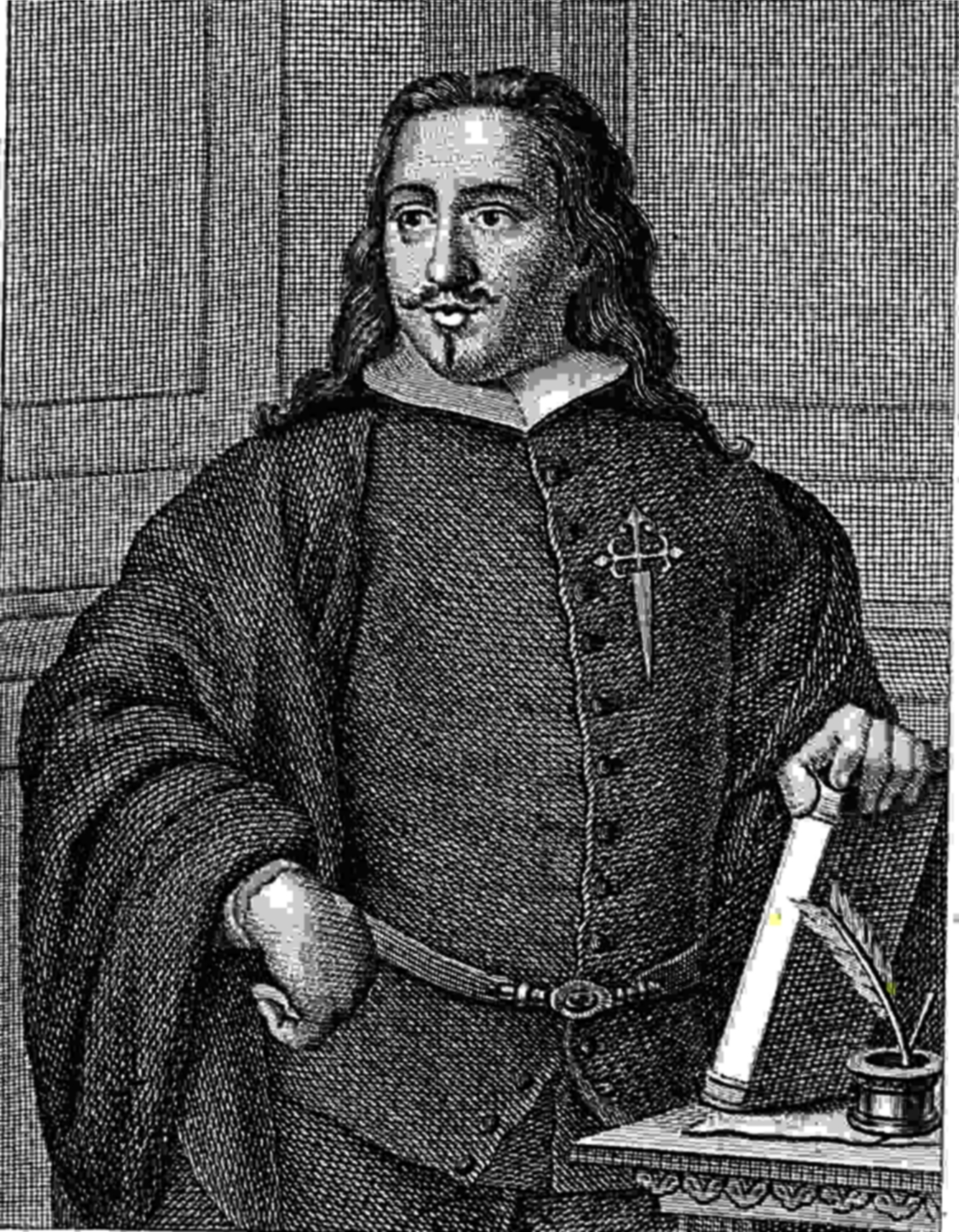
Retrato de Diego Saavedra Fajardo por Fernando Selma (1791, Retratos de españoles ilustres).

Diego de Saavedra Fajardo (Algezares, Murcia, 6 de mayo de 1584-Madrid, 24 de agosto de 1648) fue un escritor, poeta, jurista y diplomático español. Sin duda una de las mentes más eruditas de su siglo y político de gran experiencia dado a todas las cortes europeas en las que permaneció. Autor del libro Idea de un príncipe político-cristiano en cien Empresas, la mayor obra de este ingenio murciano, muchas veces contrapuesta a El Príncipe de Maquiavelo. 

## Biografía
Diego de Saavedra, hijo de Don Pedro de Saavedra y Avellaneda y Doña Fabiana Fajardo Brián, nació en Algezares, una pequeña villa situada a unos 5 km al sur de la capital murciana, donde su familia tenía propiedades. Su documento de bautismo fue registrado en la Iglesia Parroquial de Nuestra Señora de Loreto del Lugar de Algezares. Su familia estaba emparentada con los marqueses de Vélez.
Estudió Derecho y cánones en la Universidad de Salamanca entre 1600 y 1608. En 1607 se le concedió un hábito de la Orden de Santiago; en 1610 fue a Roma, allí comenzó su carrera diplomática cuando fue nombrado, en 1612, secretario de cifra del cardenal Gaspar de Borja o Borgia, embajador español en Roma. También viajó a Nápoles y a Sicilia como encargado de negocios, e incluso en algún periodo trabajó como Secretario de Estado y Guerra de Nápoles. Aunque no llegó a recibir órdenes mayores, se le nombró canónigo de Santiago en 1617, lo que le valió las importunaciones del cabildo, ya que nunca asistió a su cargo; sí lo hizo por el contrario a los cónclaves que eligieron a los papas Gregorio XV (1621) y Urbano VIII (1623).

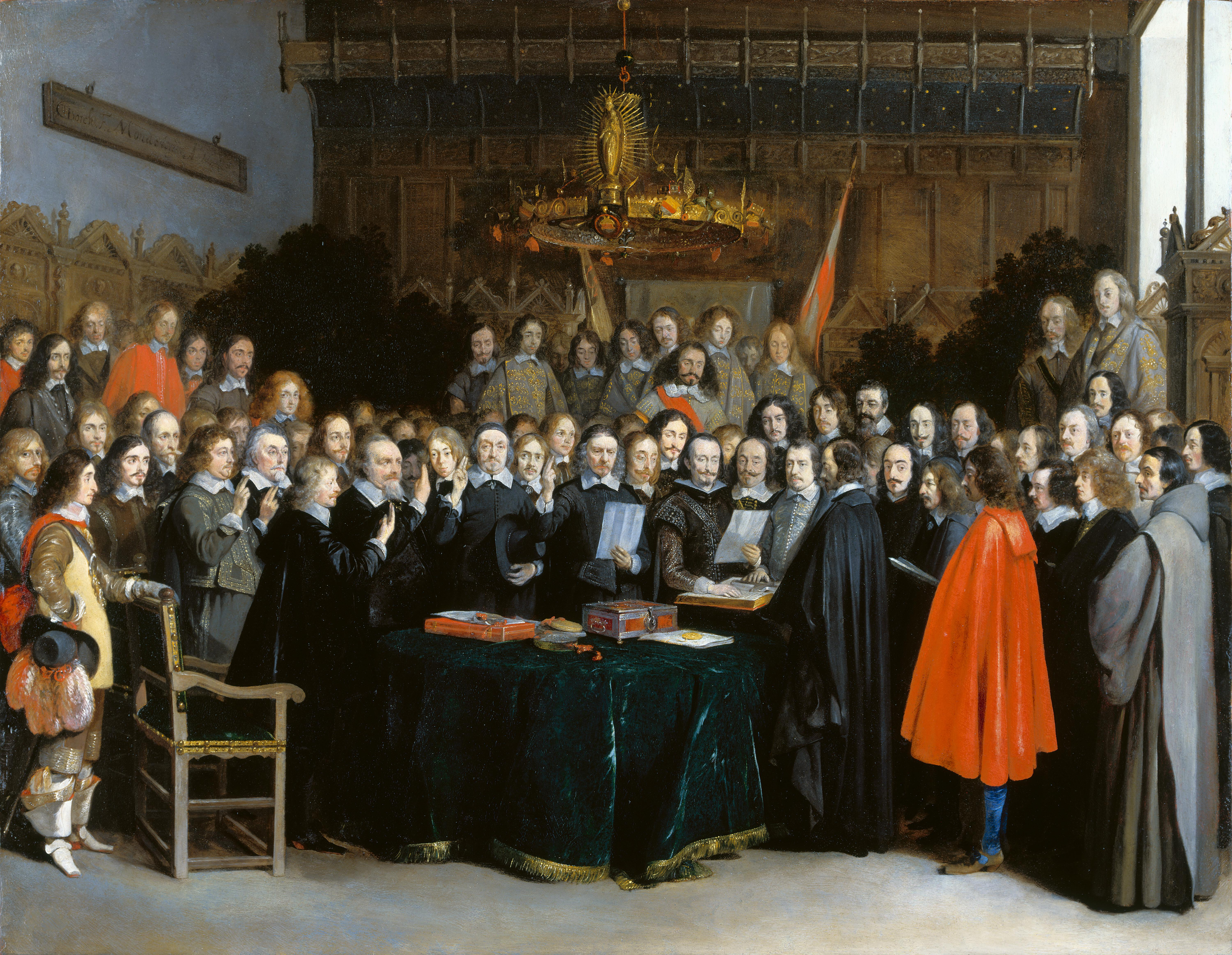
Firma del Tratado de Münster en la que se aprecia en el centro de la imagen a los representantes españoles, entre ellos don Diego de Saavedra Fajardo.

Desde esta fecha su actividad diplomática no conoció descanso, pues se había ganado la confianza de Felipe IV y se encargó de gestionar una parte muy importante de sus relaciones políticas y diplomáticas durante treinta y cinco años en Italia, Alemania y Suiza, en plena decadencia del dominio político de los Habsburgo. Fue embajador en Roma (1631) y marchó a Baviera en 1633, territorio este en el centro y eje de las luchas más encarnizadas de las ocurridas en la Guerra de los Treinta Años y por donde corretea de un lado a otro el pícaro Estebanillo González, con el cargo de embajador residente en la corte de Maximiliano de Baviera, líder de la llamada Liga Santa, unión de las fuerzas favorables al Emperador alemán Fernando II y al catolicismo. En este año, al haber fallecido el antagonista de éste, el rey Gustavo II Adolfo de Suecia, en la batalla de Lützen, se estableció una tensa calma solo interrumpida por el asesinato del mariscal Wallenstein, jefe de los ejércitos del Emperador Fernando II, al descubrirse su traición a favor de Suecia.
En 1634 tiene lugar la batalla de Nördlingen entre los ejércitos suecos y los del imperio alemán apoyados por tercios españoles, que concluye con la victoria de estos. En 1636 fallece el emperador Fernando II, y tiene lugar la Dieta de Ratisbona para la elección de su sucesor, donde Saavedra acude como representante de España.
La actividad diplomática de Saavedra se intensifica en lo que es la parte más dura de su carrera con la declaración de guerra de la Francia gobernada por Richelieu a la Corona española en 1635 y las sucesivas derrotas de las tropas españolas a manos de los franceses. Entre 1635 y 1648 se suceden los periodos de guerra con varios intentos de solución por medio de tratados, en gran parte de los cuales intervino Saavedra procurando defender los intereses de España como ministro plenipotenciario en el congreso de paz de Westfalia, participando activamente en las sesiones que tuvieron lugar en la ciudad de Muñiste —sede de las negociaciones que afectaban a príncipes católicos— donde se firma la independencia de los Países Bajos. Aunque abandonó el congreso antes de la conclusión de la paz, es innegable que le tocó a Diego de Saavedra lidiar con uno de los periodos más amargos de la historia de España, el de la pérdida no solo de posesiones territoriales, sino de la hegemonía del Imperio Español en Europa, de lo que era muy consciente y de lo que fue protagonista directo. Testimonio de esos años son algunos opúsculos satírico-políticos como Locuras de Europa y otros.
Tras la firma del tratado de Münster, Saavedra regresa a Madrid enfermo y fallece, retirado en el Convento de Agustinos Recoletos (en el actual Paseo de Recoletos, donde hoy se encuentra la Biblioteca Nacional de España), el 24 de agosto de 1648, con el cargo de consejero de Indias. Está enterrado en una capilla del Beato Andrés Hibernón de la Catedral de Murcia.

## Examen de sus obras más importantes

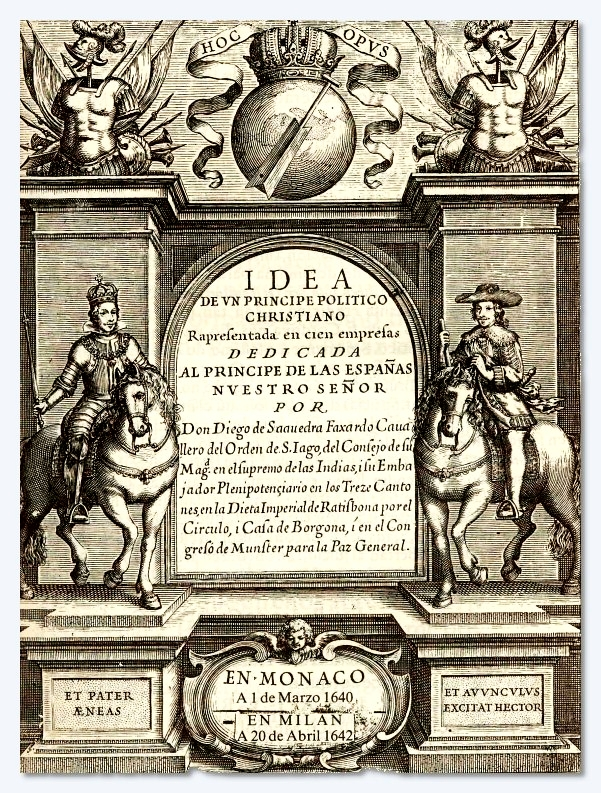
Portada de la Idea de un príncipe político cristiano.

Su obra principal fue la de un pensador político. En este terreno su obra mayor es la Idea de un príncipe político cristiano, representada en cien empresas (1640), una obra muy erudita que se sirve del género literario del emblema, puesto de moda por Andrea Alciato con sus Emblemata traducidos en 1549 y que tiene un carácter principalmente moral y filosófico; la obra de Saavedra se inspira más bien en otra compilación de emblemas, la compuesta por Jacobo Bruck Angermunt, Emblemata política (1618).
El propósito del autor es componer una guía para la adecuada formación política de un príncipe cristiano. En la faceta de historiador destaca como su obra más importante la Corona gótica, castellana y austríaca (1648), que pretendía ser un repertorio biográfico de los reyes godos, castellanos y austríacos, si bien apareció solamente la primera parte, la Corona gótica, en la que el autor narra, siempre con un criterio moralizante y político, la historia de los treinta y cinco reyes godos; en 1681 el escritor Alonso Núñez de Castro la continuó y terminó.
El diálogo Locuras de Europa es en realidad un folleto de intención política destinado a divulgarse en Muñiste.
Política y razón de estado del Rey Católico don Fernando propone, al igual que había hecho Baltasar Gracián en su tratado El político o mucho antes que ellos Nicolás Maquiavelo, al rey aragonés como modelo de todo monarca sagaz en política.
La república literaria es una sátira lucianesca en forma de sueño sobre un imaginario estado formado por escritores y artistas de todo tipo y se conserva en dos versiones, la primera impresa tras la muerte del autor (1655) y una segunda, manuscrita, con notables divergencias textuales, que fue descubierta a fines del siglo XVIII por Pedro Estala. Aprovecha en esta obra el autor para hacer fina crítica literaria, si bien se echa de menos alguna referencia a Cervantes, La Celestina o el teatro en general; por otra parte, suministra algunas informaciones únicas sobre algunos científicos como Vesalio, Galeno, juristas, artistas, etc.

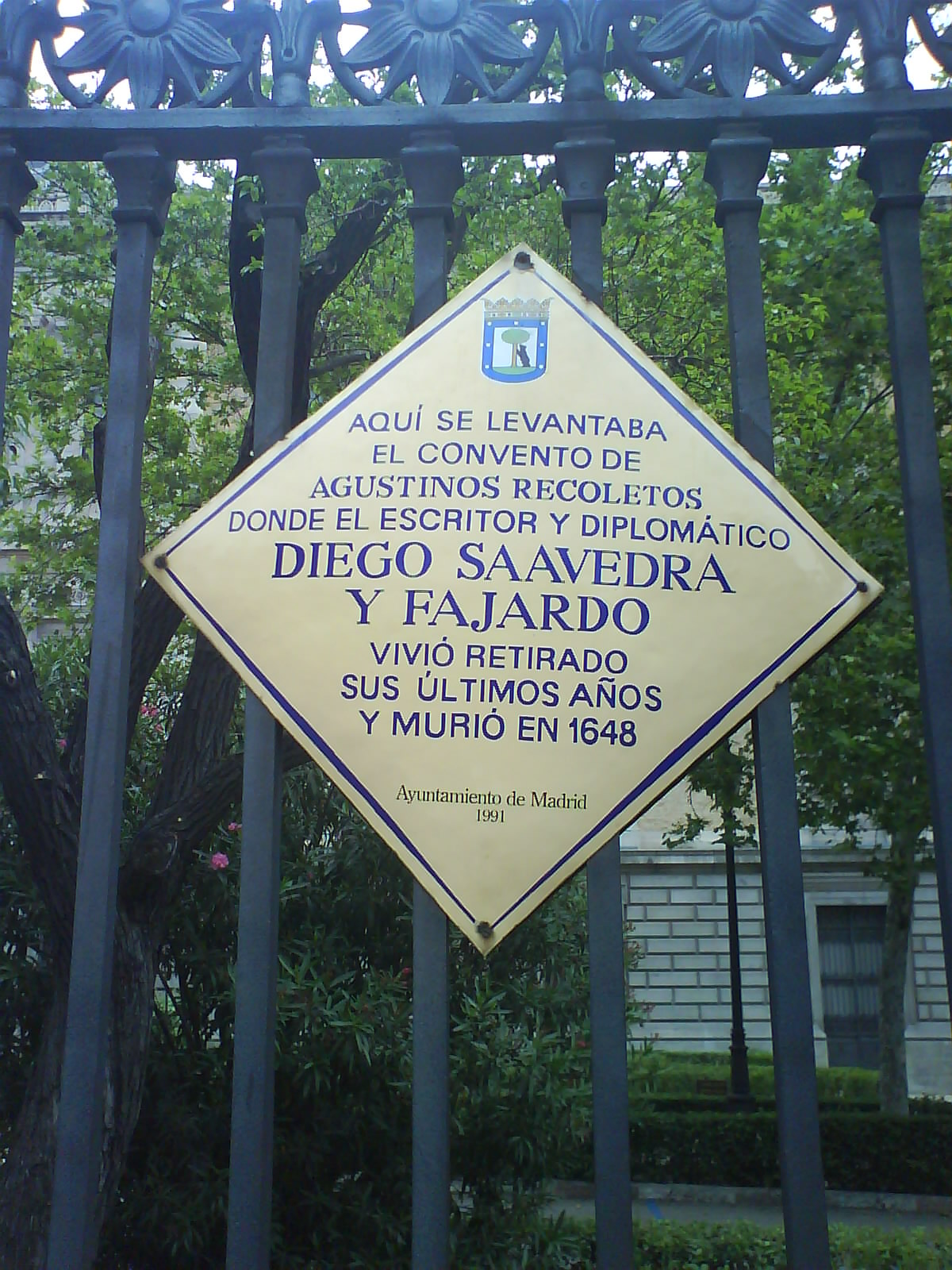
Placa en recuerdo a Saavedra Fajardo en la verja de la Biblioteca Nacional.

El estilo de Saavedra Fajardo es barroco y sentencioso, a veces lastrado por una erudición árida y minuciosa y, cuando no trata de moralizar (en la República literaria, por ejemplo), resulta más interesante.
Ángel González Palencia realizó una edición de las Obras completas de Diego Saavedra Fajardo (Madrid: Aguilar, 1945). De la Idea de un príncipe político cristiano, representada en cien empresas existen las ediciones de Vicente García de Diego (Madrid, Espasa Calpe, 1959, 4 vols.), la de Manuel Fraga Iribarne (Salamanca: Anaya, 1972), la de Quintín Aldea Vaquero (Madrid, Editora Nacional, 1976) y últimamente las de Francisco Javier Díez de Revenga (Barcelona: Planeta, 1988) y la de Sagrario López Poza (Madrid: Cátedra, 1999). También hay un facsímil (Madrid, Taurus, 1967). De la Corona gótica (1648) existe la edición de Madrid: Aguilar, 1944.
Desde el año 2002 se edita en Murcia la revista de tema saavedriano, referencia europea e hispanoamericana.
El último de los grandes estudios de conjunto sobre Saavedra Fajardo, al lado de los clásicos de Fraga Iribarne y Francisco Murillo Ferrol, es el del austríaco de Graz Christian Romanoski: Tacitus Emblematicus. Diego Saavedra Fajardo und seine Empresas Políticas (Wiedler Buchverlag, Berlín, 2006, 624 pp. ISBN 3-89693-460-0).

## Recuerdo de Saavedra Fajardo en Murcia
Actualmente existe un Instituto de Enseñanza Secundaria que lleva su nombre, situado en el Barrio Infante Don Juan Manuel de Murcia.
En Algezares, su patria chica, existe un busto colocado en un jardín con el mismo nombre, donde cada 6 de mayo se le rinde un homenaje colocándole una corona de laurel con motivo de la celebración de su nacimiento.[cita requerida] La de Algezares es la única escultura que existe de Saavedra Fajardo en toda la Región de Murcia.[cita requerida] Además del busto, hay en Algezares un colegio, la calle principal del pueblo, una asociación lírica y un grupo folclórico que llevan el nombre del literato.
Desde 2008 existe una Asociación en el Aula Senior de la Universidad de Murcia que lleva el nombre de «Asociación Saavedra Fajardo de alumnos del Aula Senior de la Universidad de Murcia».

## Obras

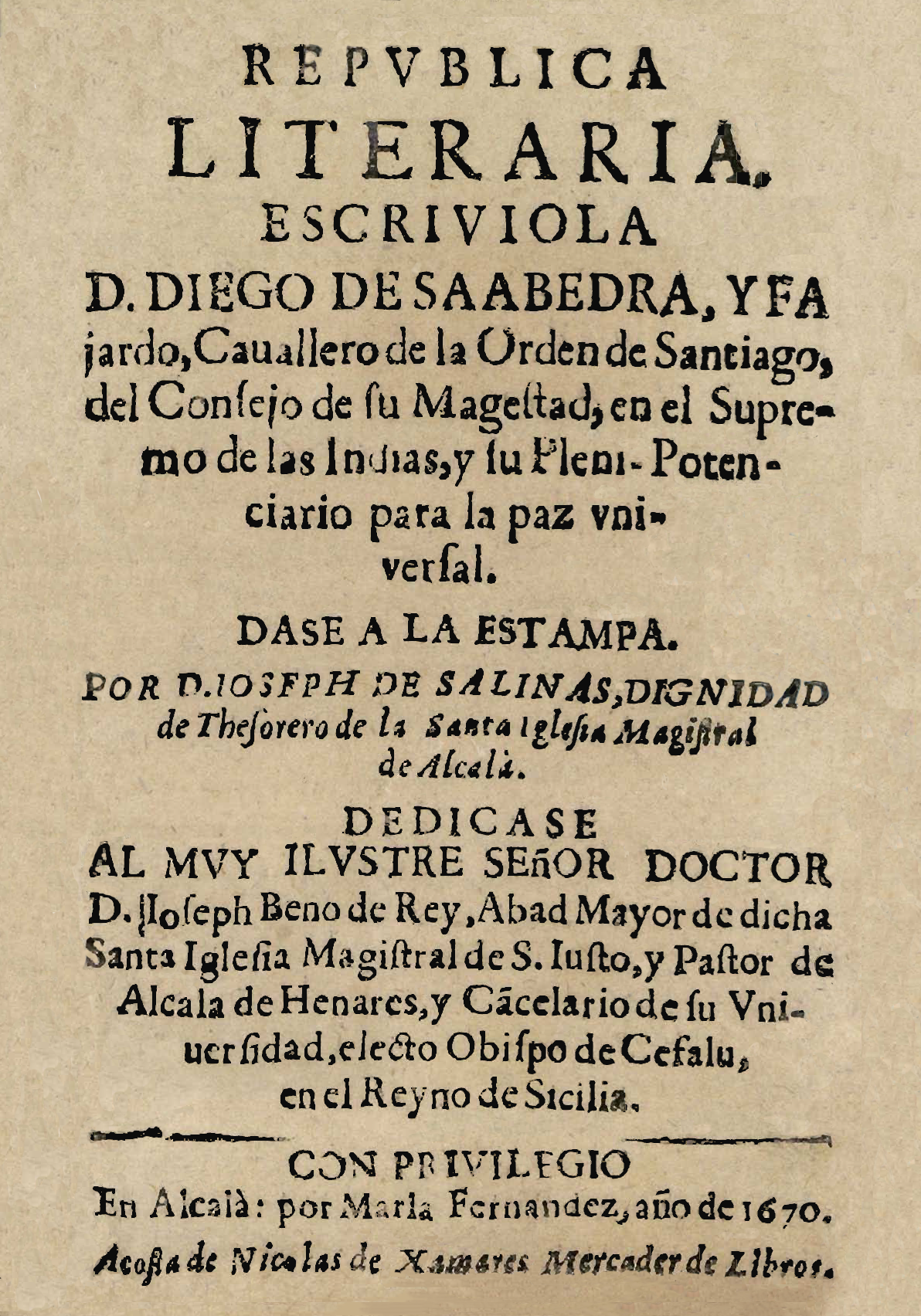
República literaria (Alcalá de Henares, 1670)

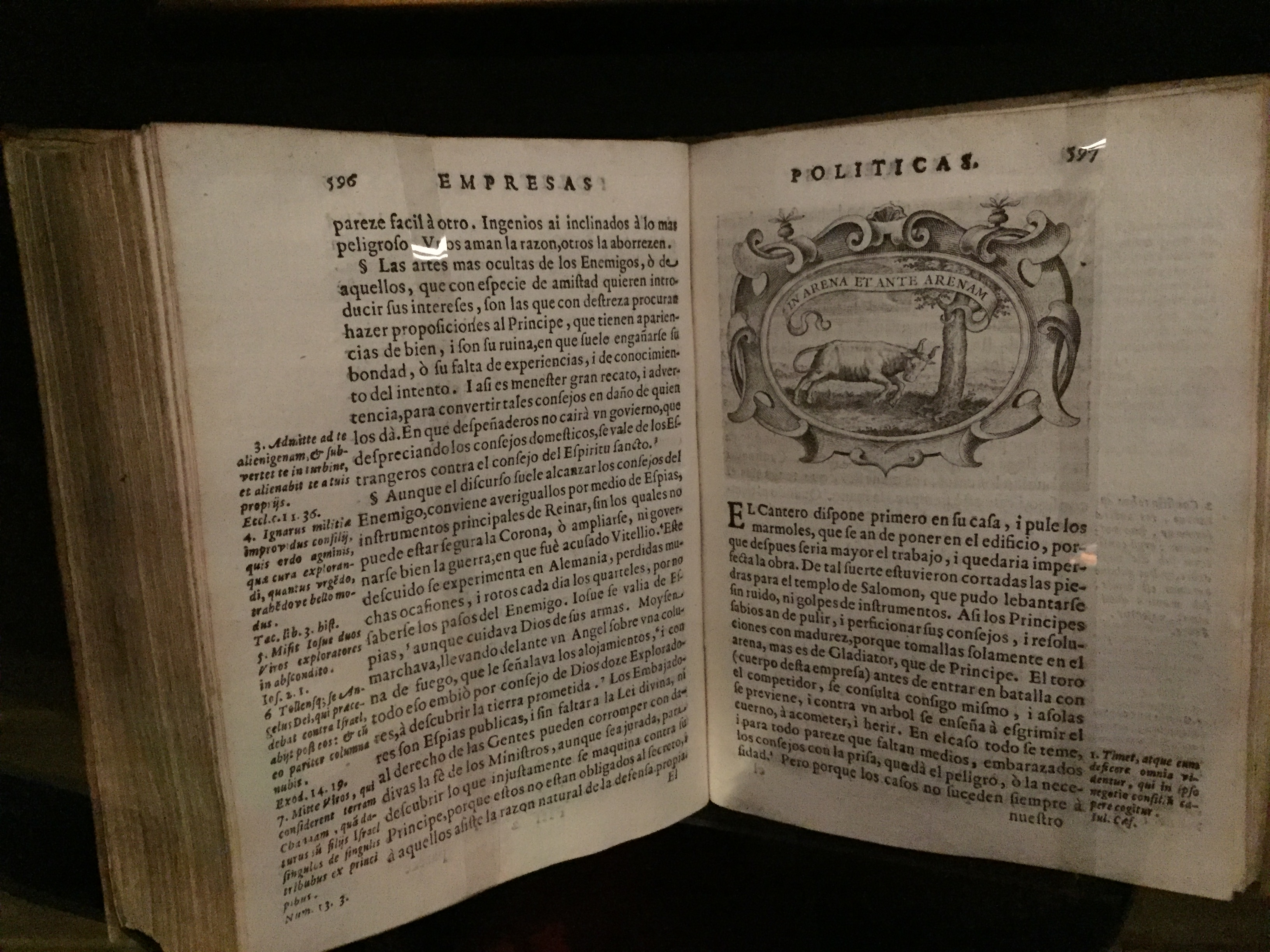
Ejemplar de Idea de un príncipe político cristiano expuesto en la Casa de la Historia Europea.

- República literaria; según Francisco Javier Díaz de Revenga, el manuscrito más antiguo es del año 1612 y fue publicada como obra póstuma en 1655. Otras ediciones, Alcalá, María Fernández, a costa de Nicolás de Xamares, 1670, Bruselas, Lamberto Marchant, 1677 y Amberes, Juan Bautista Verdussen, 1678... Traducida al inglés en Londres, 1705 y Londres, 1727 y al alemán en Leipzig, Joh. Erk Kappens, 1748; al italiano, por Francesco Gerbault, Pisa, per Pompeo Polloni e comp., 1767. Al francés, Lausanne, F. Grasset, 1770. Edición española corregida por Gregorio Mayáns y Siscar en Valencia, Antonio Valle, 1730, reimpresa en Madrid, Juan de Zúñiga, 1735. Edición de P. Pineda, con prólogo de Mayáns, Londres, 1744. Edición con prólogo de Porres, Madrid, Ángel de Apontes, 1759. Edición con las noticias de García Prieto, Madrid, Benito Cano, 1788. Otro manuscrito: Discurso curioso, agudo y erudito acerca de la multitud de libros que cada día se publican y Juicio de los autores en todas facultades, así modernos como antiguos: escribióle M. de M. Secretario de S. M., Gabinete de lectura española, o Colección de muchos papeles curiosos de Escritores antiguos y modernos de la Nación, Editor D. Isidoro Bosarte. Madrid, s. n., s. a. [1793]. República literaria de Don Diego Saavedra Fajardo [texto primitivo] edición de Manuel Serrano y Sanz. Madrid, Ibérica, 1907. Edición y notas de Vicente García de Diego, Madrid, "La Lectura", 1922; Salamanca: Anaya, 1967, introducción, edición y notas de John Dowling; edición de José Berrio Jiménez, Esplugues de Llobregat, Orbis, 1983; edición de José Carlos de Torres, Esplugues de Llobregat, Plaza & Janés, 1985 y Madrid, Libertarias/Prodhufi, 1999; edición de Jorge García López, Barcelona, Crítica, 2006; edición de Francisco Javier Díez de Revenga, Murcia, Real Academia Alfonso X El Sabio, 2008.
- Idea de un Príncipe Político Christiano representada en cien empresas. Munich, Nicolao Enrico, 1640; también Milán, s. i., 1642; muy reimpresa y traducida. Traducción al italiano por el doctor Paris Cerchieri, Venecia, Marco Garzoni, 1648. Primeras traducciones al latín, Bruselas, Ioannes Mommartius et Francisci Vivieni, 1649 y Colonia, Constantinum Munich, 1649. Primera al alemán, Ámsterdam, Johan Janssonio, dem Jüngern, 1655. Al francés, por I. Rou, París, Compagnie des Libraires du Palais, 1658. Al neerlandés, Ámsterdam, Arent vanden Heuvel, 1663; al inglés, por J. Astry London, Matt. Gylliflower and Luke Meredith, 1700... Edición de Vicente García de Diego, Madrid, La Lectura, 1927-1930, 4 vols. [Clásicos Castellanos, 76, 81, 87 y 102]; revisión de la anterior es la de Madrid, Espasa-Calpe, 1942-1946, 4 vols. [Clásicos Castellanos, 76, 81, 87 y 102]; hubo una tercera, mismo lugar y editorial; edición y selección de Manuel Fraga Iribarne, Salamanca, Anaya, 1972. Una completa de Quintín Aldea Vaquero, facsímil de Milán, 1642, con estudios preliminares de Rodrigo Fernández Carvajal, Francisco Javier Guillamón Álvarez y J. M. González de Zárate; edición, introducción y notas de Francisco Javier Díez de Revenga, Barcelona, Planeta, 1988; edición de Sagrario López Poza, Madrid, Cátedra, 1999.
- Corona gothica castellana y austriaca políticamente ilustrada. Munich, Juan Jansonio, 1646, muy reimpresa dentro y fuera de España. Otra edición: Barcelona, Daniel y Cortezo, 1887 y con estudio de José Luis Villacañas Berlanga, Murcia, Tres Fronteras, 2008.
- Iuizio de las Artes y de las Ciencias. Su autor Don Claudio Antonio de Cabrera. Madrid, Iulian de Paredes, 1655.
- Obras de don Diego de Saavedra Faxardo cavallero del Orden de S. Iago, del Consejo de su magestad en el Supremo de las Indias ... Que contienen 1. Idea de un príncipe político christiano, representada en cien empresas. 2. Corona Gothica, Austriaca y Castellana dividida en dos partes, la segunda parte nunca imprimida. 3. La republica litteraria, Amberes, Juan Bautista Verdussen, 1677-1678. Reimpresa por el mismo en el mismo lugar, 1678-1687. 3 vols.
- Locuras de Europa, s. l., s. i., 1748.  [Alemania]. También impresa en el siglo XIX y XX, destacando la de Salamanca, Anaya, 1965 con introducción y notas de José M. Alejandro.
- Obras. Madrid, M. Rivadeneyra, 1853. [Biblioteca de Autores Españoles, 25]. [Reediciones en 1861, 1866, 1926 y 1947].
- Sus pensamientos, sus poesías, sus opúsculos precedidos de un discurso preliminar crítico, biográfico y bibliográfico sobre la vida y obras del autor e ilustrados con notas, introducciones y una genealogía de la casa de Saavedra, por el Conde de Roche y D. José Pío Tejera. Madrid, Fortanet, 1884.
- Obras. Madrid, Sucesores de Hernando, 1910. [Biblioteca de Autores Españoles, 25]. [Reediciones en 1861, 1866, 1926 y 1947].
- República literaria, Locuras de Europa, Política y razón de Estado del Rey Católico D. Fernando, nota preliminar por Jacinto Hidalgo. Madrid, Atlas, 1944. [Colección Cisneros, 71].
- Obras completas, recopilación, estudio preliminar, prólogo y notas de Ángel González Palencia. Madrid, Aguilar, 1946.
- Introducción a la política y razón de Estado del rey católico don Fernando, 1631; con estudio preliminar de Alberto Blecua, texto de Jorge García López, Barcelona, Asociación de Bibliófilos de Barcelona, 1984.
- Relación de las cosas que hay dignas de saberse de Roma para quien trata del servicio del Rey en España, edición de José María Díaz Fernández. La Coruña, Junta de Galicia, 2000.
- Dispertador a los trece Cantones esguízaros (1638)
- Propuesta realizada a la Dieta de Cantones católicos en Lucerna (1639)
- Noticias del tratado de neutralidad entre el condado y ducado de Borgoña (1641).